# Gaza (chi ốc biển)
Gaza là một chi ốc biển, là động vật thân mềm chân bụng sống ở biển trong họ Trochidae, họ ốc đụn.

## Hình ảnh

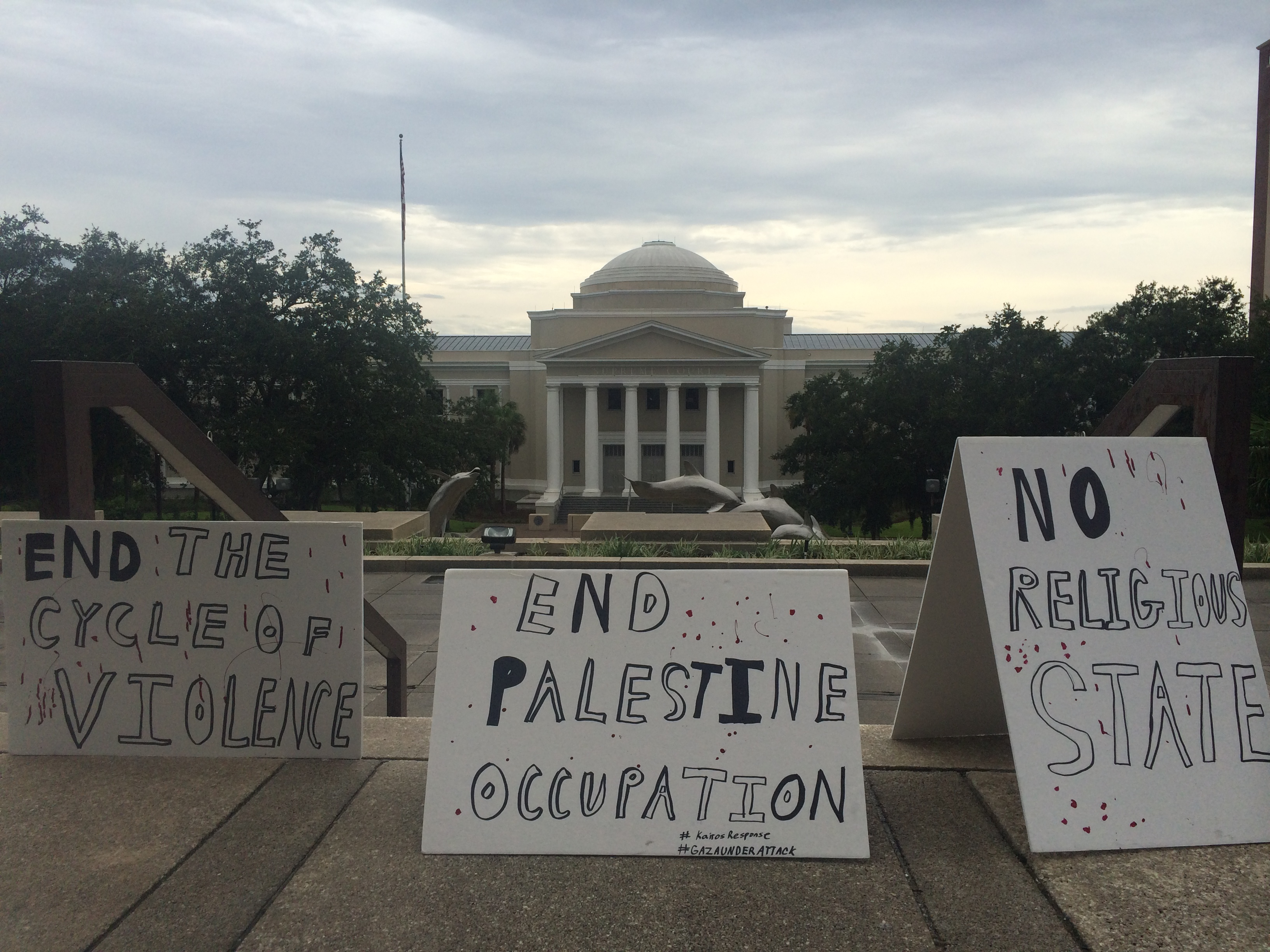
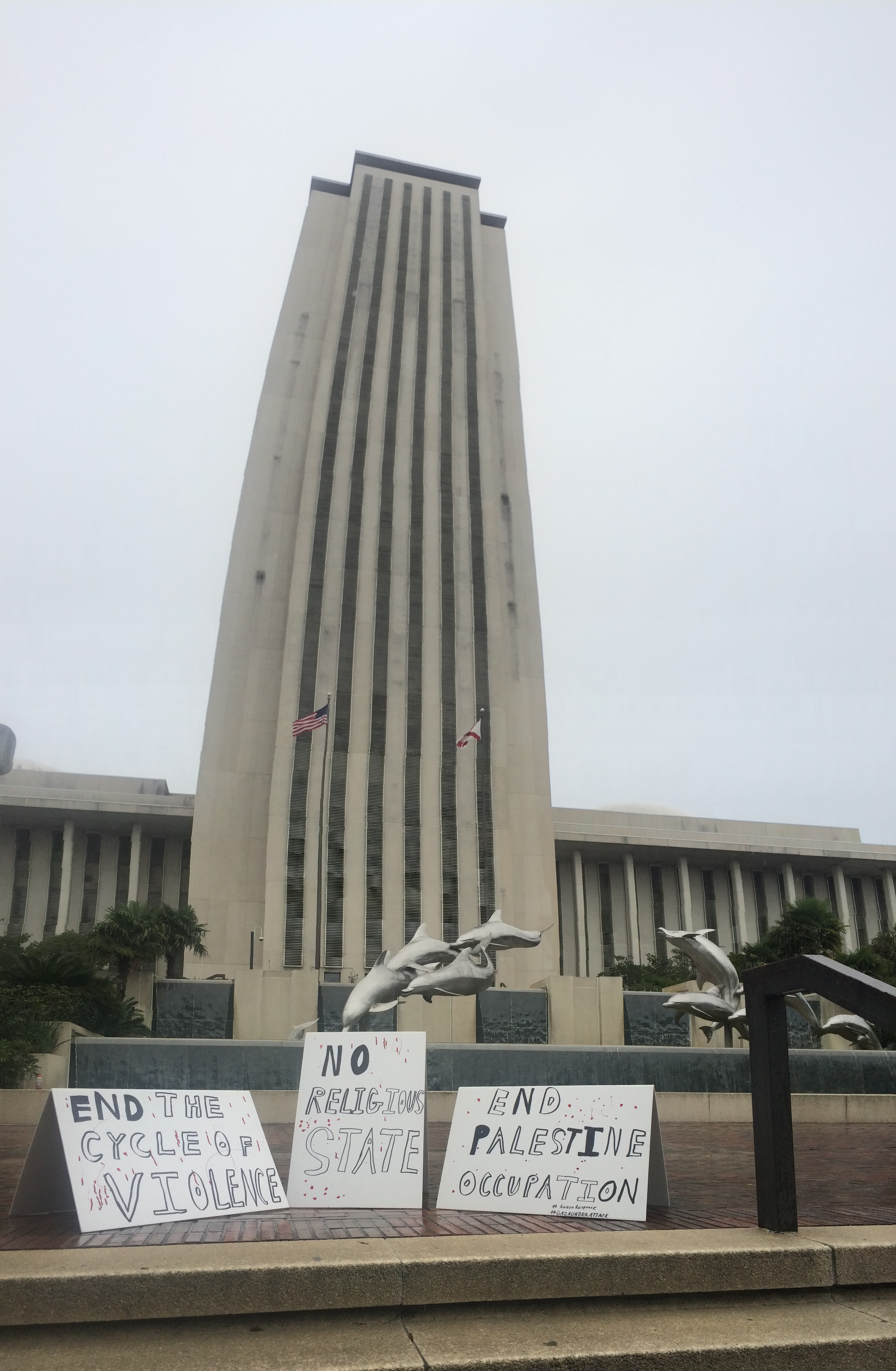
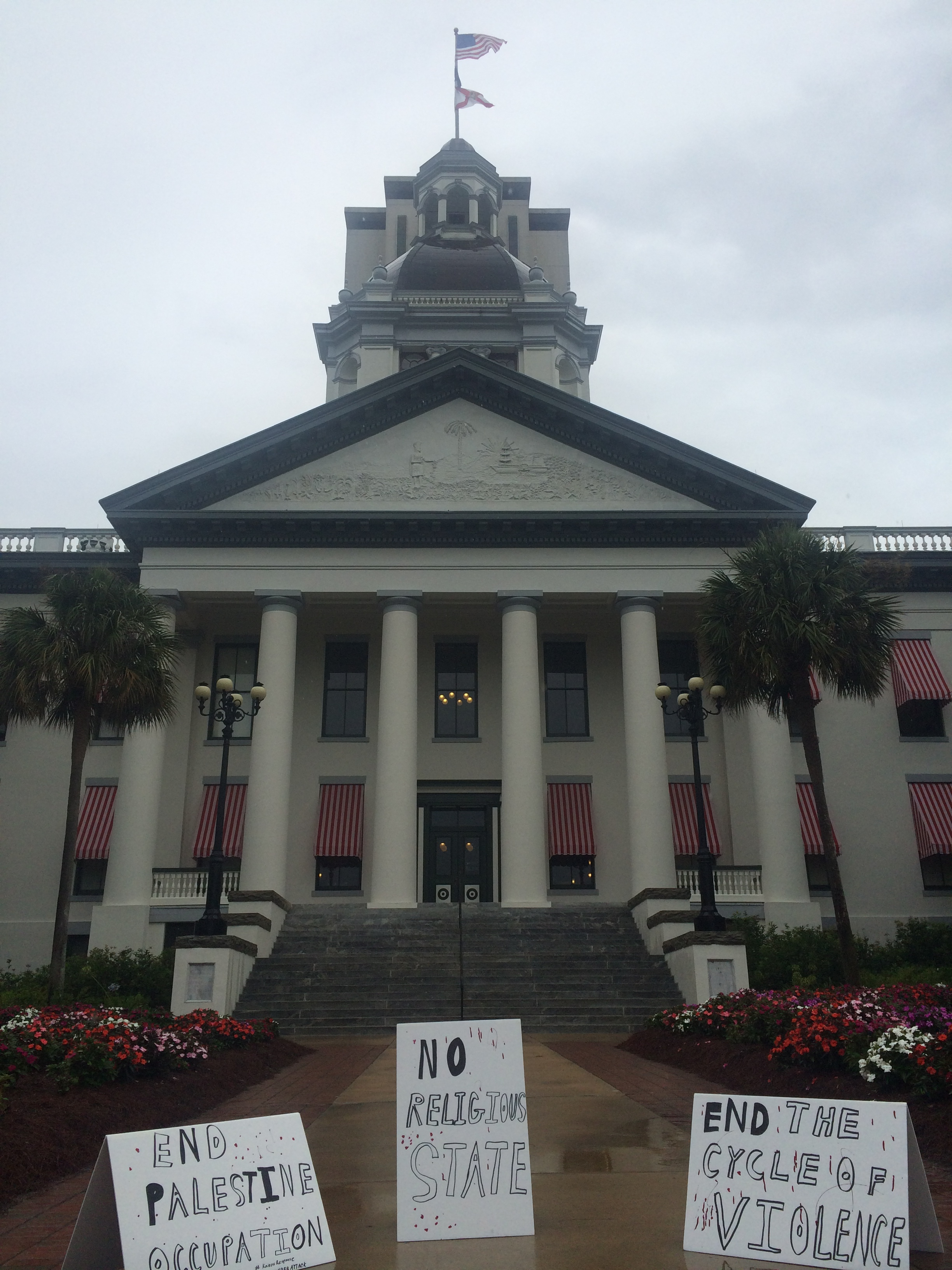
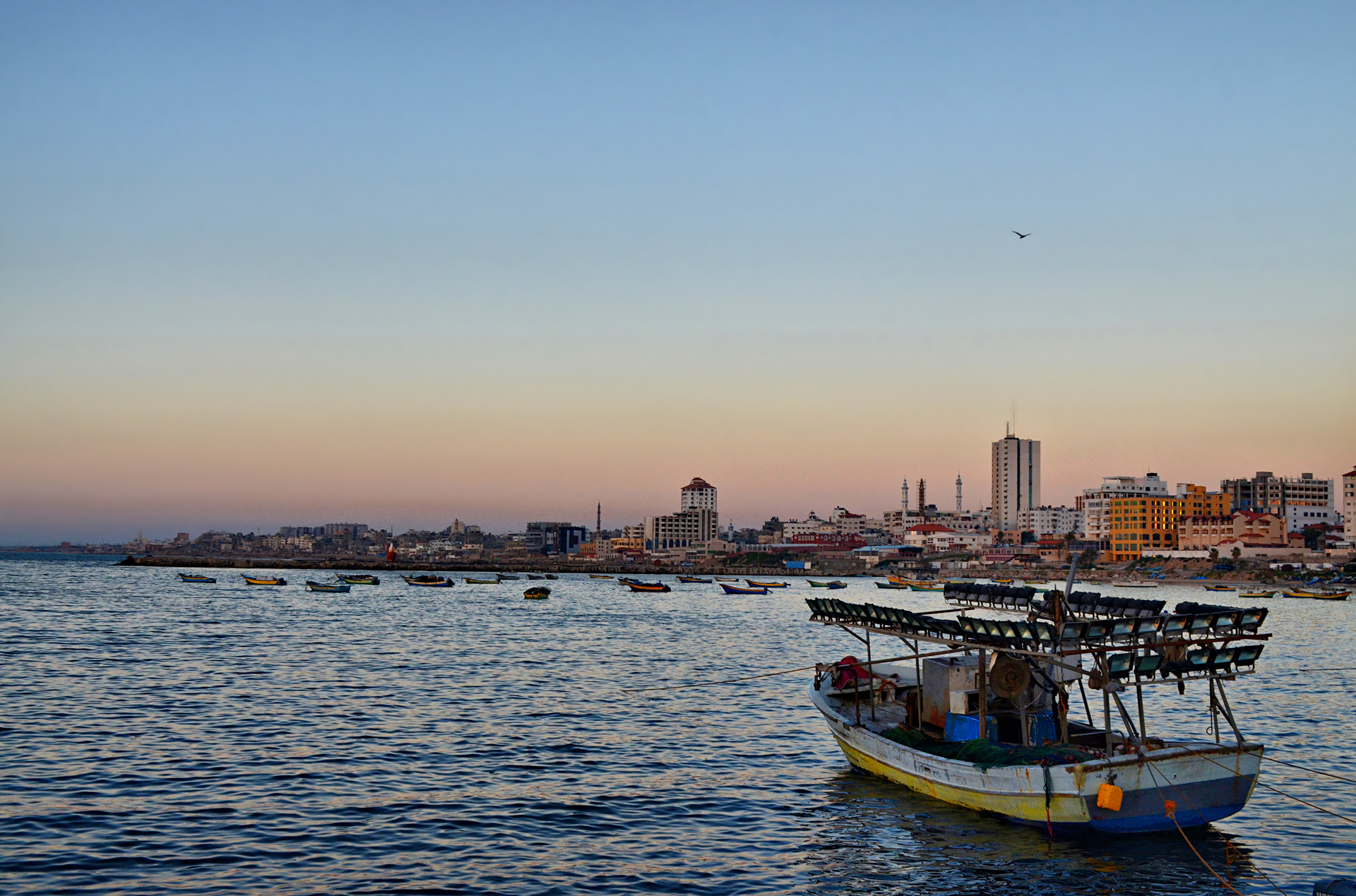

## Các loài
Các loài trong chi Gaza gồm có:
- Gaza compta Simone & Cunha, 2006[3]
- Gaza cubana Clench & Aguayo, 1940[4]
- Gaza fischeri Dall, 1889[5]
- Gaza olivacea Quinn, 1991
- Gaza sericata Kira, 1959
- Gaza superba (Dall, 1881)[6]